# Cesena Football Club 2022-2023 (femminile)
Questa voce raccoglie le informazioni riguardanti il Cesena F.C. femminile nelle competizioni ufficiali della stagione 2022-2023.

## Divise e sponsor
La tenuta del Cesena femminile ripropone il classico schema bicolore utilizzato dal Cesena maschile, come da tradizione bianco con dettagli neri per la divisa casalinga, con maglia nera e dettagli bianchi per quella da trasferta, e la terza totalmente in azzurro. Main sponsor è PLT puregreen mentre quello tecnico, fornitore delle divise, è Kappa.
| Casa | Trasferta | Terza divisa |

## Organigramma societario
Area tecnica
- Allenatore: Michele Ardito
- Allenatore in seconda:
- Allenatore dei portieri: Federico Gozzi
- Preparatore atletico: Biagio De Franco
- Fisioterapiosta: Simone Solfrini

## Rosa
| N. |                       | Ruolo | Calciatrice          |
| -- | --------------------- | ----- | -------------------- |
| 1  | Italia (bandiera)     | P     | Eveljn Frigotto      |
| 3  | Italia (bandiera)     | D     | Maria Vittoria Nano  |
| 4  | Italia (bandiera)     | D     | Giulia Mancuso       |
| 6  | Italia (bandiera)     | D     | Martina Carlini      |
| 7  | Italia (bandiera)     | C     | Elena Casadei        |
| 8  | Italia (bandiera)     | C     | Virginia Gidoni      |
| 9  | Italia (bandiera)     | A     | Veronica Bernardi    |
| 11 | Italia (bandiera)     | A     | Eleonora Galli       |
| 14 | Italia (bandiera)     | D     | Lisa Manara          |
| 14 | Italia (bandiera)     | A     | Maddalena Porcarelli |
| 15 | Slovacchia (bandiera) | C     | Karen "Mak" Maková   |
| 16 | Italia (bandiera)     | A     | Linda Casadio        |
| 17 | Italia (bandiera)     | A     | Gaia Distefano       |
| 18 | Italia (bandiera)     | A     | Martina Sechi        |
| 21 | Italia (bandiera)     | C     | Marika Beleffi       |

| N. |                        | Ruolo | Calciatrice        |
| -- | ---------------------- | ----- | ------------------ |
| 22 | Italia (bandiera)      | D     | Paola Cuciniello   |
| 23 | Italia (bandiera)      | D     | Nicole Costa       |
| 24 | Italia (bandiera)      | P     | Serena Bardi       |
| 25 | Giappone (bandiera)    | C     | Nanoka Iriguchi    |
| 26 | Italia (bandiera)      | D     | Beatrice Bizzocchi |
| 28 | Italia (bandiera)      | A     | Silvia Zanni       |
| 29 | Italia (bandiera)      | D     | Martina Amaduzzi   |
| 30 | Svizzera (bandiera)    | C     | Sara Pastore       |
| 31 | Ungheria (bandiera)    | A     | Szandra Ploner     |
| 40 | Italia (bandiera)      | P     | Adelaide Serafino  |
| 44 | Italia (bandiera)      | A     | Giorgia Miotto     |
| 46 | Italia (bandiera)      | D     | Alice Rossi        |
| 49 | Grecia (bandiera)      | D     | Christianna Kiamou |
| 88 | Bielorussia (bandiera) | A     | Karina Ol'chovik   |

## Calciomercato

### Sessione estiva
| Acquisti | Acquisti             | Acquisti        | Acquisti    |
| R.       | Nome                 | da              | Modalità    |
| -------- | -------------------- | --------------- | ----------- |
| P        | Adelaide Serafino    | Pro Sesto       | definitivo  |
| D        | Alessandra Amaduzzi  | L.F. Jesina     | definitivo  |
| D        | Maria Vittoria Nano  | Milan           | definitivo  |
| D        | Alice Rossi          | Sassuolo        | in prestito |
| C        | Lidia Bradau         | Blue Devils     | definitivo  |
| C        | Virginia Gidoni      | ChievoVerona FM | definitivo  |
| C        | Nanoka Iriguchi      | Sassuolo        | definitivo  |
| C        | Szandra Ploner       | Pro Sesto       | definitivo  |
| C        | Lucrezia Salimbeni   | ChievoVerona FM | definitivo  |
| A        | Gaia Distefano       | ChievoVerona FM | definitivo  |
| A        | Maddalena Porcarelli | Brescia         | definitivo  |

| Cessioni | Cessioni             | Cessioni        | Cessioni   |
| R.       | Nome                 | a               | Modalità   |
| -------- | -------------------- | --------------- | ---------- |
| D        | Tatiana Geōrgiou     | Olimpia Lubiana | definitivo |
| D        | Benedetta Maroni     | Tavagnacco      | definitivo |
| C        | Eleonora Petralia    | San Marino      | definitivo |
| C        | Maddalena Porcarelli | Ternana         | definitivo |

### Sessione invernale
| Acquisti | Acquisti           | Acquisti   | Acquisti    |
| R.       | Nome               | da         | Modalità    |
| -------- | ------------------ | ---------- | ----------- |
| D        | Christianna Kiamou | Cittadella | definitivo  |
| C        | Karen "Mak" Maková | Sassuolo   | in prestito |
| A        | Giorgia Miotto     | Milan      | in prestito |
| A        | Karina Ol'chovik   | Sassuolo   | definitivo  |
| A        | Martina Sechi      | Fiorentina | in prestito |

| Cessioni | Cessioni           | Cessioni  | Cessioni   |
| R.       | Nome               | a         | Modalità   |
| -------- | ------------------ | --------- | ---------- |
| C        | Lidia Bradau       |           | svincolata |
| C        | Lucrezia Salimbeni | Lumezzane | definitivo |
| A        | Fabiana Costi      | Genoa     | definitivo |

## Risultati

### Serie B

#### Girone di andata
| Arbitro: | Marangone (Udine) |

|                        |           |               |
| Ferin 22’ Dahlberg 74’ | Marcatori | 64’ Distefano |

| Arbitro: | Rodighiero (Vicenza) |

|                         |           |  |
| Rossi 80’ Distefano 87’ | Marcatori |  |

| Arbitro: | Coppola (Castellammare di Stabia) |

|  |           |           |
|  | Marcatori | 64’ Zanni |

| Arbitro: | Adriambelo (Roma 1) |

|               |           |                                   |
| Razzolini 59’ | Marcatori | 13’, 20’ Costi 39’ Rossi 83’ Nano |

| Arbitro: | Pazzerello (Macerata) |

|                |           |                   |
| Porcarelli 25’ | Marcatori | 83’ (rig.) Carrer |

| Arbitro: | Rodighero (Vicenza) |

|                           |           |                                    |
| Hjohlman 44’ L. Merli 45’ | Marcatori | 2’ Zanni 75’ Distefano 90+2’ Costi |

| Arbitro: | Ubaldi (Fermo) |

|                       |           |           |
| Casadei 8’ Ploner 60’ | Marcatori | 73’ Pinna |

| Arbitro: | Bellò (Castelfranco Veneto) |

|               |           |                                                |
| Distefano 40’ | Marcatori | 10’ Spyridonidou 45+1’ Di Criscio 90+5’ Labate |

| Arbitro: | Catanzaro (Catanzaro) |

|             |           |                    |
| Montalti 9’ | Marcatori | 8’ Zanni 18’ Galli |

| Arbitro: | Bianchi (Prato) |

|                        |           |           |
| Galli 5’ Distefano 37’ | Marcatori | 65’ Bursi |

| Arbitro: | Castellano (Nichelino) |

|          |           |                           |
| Bargi 4’ | Marcatori | 50’ Distefano 62’ Casadei |

| Arbitro: | Martino (Firenze) |

|           |           |             |
| Rossi 73’ | Marcatori | 78’ Blasoni |

| Arbitro: | Pizzi (Bergamo) |

|                |           |  |
| Varriale 90+3’ | Marcatori |  |

| Arbitro: | Selvatici (Rovigo) |

|                |           |                                       |
| Diaz Ferrer 2’ | Marcatori | 19’, 56’ Ol'chovik 90+2’ (rig.) Zanni |

| Arbitro: | Muccignato (Pordenone) |

|  |           |            |
|  | Marcatori | 82’ Willis |

#### Girone di ritorno
| Arbitro: | Grieco (Ascoli Piceno) |

|  |           |              |
|  | Marcatori | 77’ Kongoulī |

| Arbitro: | Marra (Mantova) |

|  |           |                              |
|  | Marcatori | 19’, 53’ Ol'chovik 90’ Sechi |

| Arbitro: | Dini (Città di Castello) |

|            |           |                       |
| Maková 88’ | Marcatori | 6’ Rus 54’ Sgaramella |

| Arbitro: | Caruso (Viterbo) |

|                         |           |                                   |
| Cuciniello 7’ Sechi 46’ | Marcatori | 19’ (rig.) Panayiotou 40’ Cagnina |

| Ravenna 12 marzo 2023, ore 14:30 CET 20ª giornata | Ravenna              | 3 – 0 A tavolino referto referto 2 | Cesena | Campo sportivo Massimo Soprani\| Arbitro: \| Salvatori (Macerata) \| |
| Arbitro:                                          | Salvatori (Macerata) |                                    |        |                                                                      |

| Arbitro: | Mancini (Pistoia) |

|                                     |           |                       |
| Distefano 18’, 30’, 56’ Zanni 90+2’ | Marcatori | 69’ Farina 77’ Fracas |

| Arbitro: | Totaro (Lecce) |

|                                               |           |  |
| Del Estal 34’ Gomes 47’ (rig.), 49’ Nozzi 62’ | Marcatori |  |

| Arbitro: | Giordani (Aprilia) |

|                                 |           |                              |
| Spyridonidou 6’, 23’ Labate 59’ | Marcatori | 35’, 79’ Sechi 70’ Distefano |

| Arbitro: | Tomasi (Lecce) |

|                          |           |               |
| Zanni 13’ Porcarelli 45’ | Marcatori | 10’ Accornero |

| Arbitro: | Frasynyak (Gallarate) |

|                           |           |  |
| Anghileri 43’ Pasinii 53’ | Marcatori |  |

| Arbitro: | Gagliardi (San Benedetto del Tronto) |

|                         |           |  |
| Maková 5’ Distefano 84’ | Marcatori |  |

| Arbitro: | Cravotta (Città di Castello) |

|          |           |                    |
| Adam 58’ | Marcatori | 4’ Miotto 9’ Zanni |

| Arbitro: | Cerea (Bergamo) |

|  |           |            |
|  | Marcatori | 68’ Moraca |

| Arbitro: | Curia (Ascoli Piceno) |

|                                                           |           |            |
| Sechi 10’ Distefano 11’ Gidoni 63’, 87’ Ploner 90’ (rig.) | Marcatori | 30’ Demaio |

| Arbitro: | Schmid (Rovereto) |

|  |           |                           |
|  | Marcatori | 44’ Sechi 45+3’ Distefano |

### Coppa Italia
| Arbitro: | Dini (Città di Castello) |

|                                                         |           |                |
| Porcarelli 20’, 60’ Distefano 66’ Casadei 82’ Costi 90’ | Marcatori | 43’ A. Tonelli |

| Arbitro: | Boiani (Pesaro) |

|                                                        |           |                                                                     |
| Costi 58’ Distefano 76’, 87’ Cuciniello 78’ Ploner 81’ | Marcatori | 22’ (rig.) Martinovic 29’ Cambiaghi 36’ Acuti 55’ Bardin 64’ Pirone |

| Arbitro: | Possanzini (Foligno) |

|  |           |                                                           |
|  | Marcatori | 12’, 30’ Marinelli 37’ Alborghetti 45’ Fördős 50’ Brustia |

## Statistiche

### Statistiche di squadra
| Competizione | Punti | In casa | In casa | In casa | In casa | In casa | In casa | In trasferta | In trasferta | In trasferta | In trasferta | In trasferta | In trasferta | Totale | Totale | Totale | Totale | Totale | Totale | Totale |
| Competizione | Punti | G       | V       | N       | P       | Gf      | Gs      | G            | V            | N            | P            | Gf           | Gs           | G      | V      | N      | P      | Gf     | Gs     | DR     |
| ------------ | ----- | ------- | ------- | ------- | ------- | ------- | ------- | ------------ | ------------ | ------------ | ------------ | ------------ | ------------ | ------ | ------ | ------ | ------ | ------ | ------ | ------ |
| Serie B      | 52    | 15      | 7       | 3       | 5       | 25      | 18      | 15           | 9            | 1            | 5            | 26           | 22           | 30     | 16     | 4      | 10     | 51     | 40     | +11    |
| Coppa Italia | -     | 3       | 1       | 1       | 1       | 10      | 11      | -            | -            | -            | -            | -            | -            | 3      | 1      | 1      | 1      | 10     | 11     | -1     |
| Totale       | -     | 18      | 8       | 4       | 6       | 35      | 29      | 15           | 9            | 1            | 5            | 26           | 22           | 33     | 17     | 5      | 11     | 61     | 51     | +10    |

### Andamento in campionato
| Giornata  | 1  | 2 | 3 | 4 | 5 | 6 | 7 | 8 | 9 | 10 | 11 | 12 | 13 | 14 | 15 | 16 | 17 | 18 | 19 | 20 | 21 | 22 | 23 | 24 | 25 | 26 | 27 | 28 | 29 | 30 |
| --------- | -- | - | - | - | - | - | - | - | - | -- | -- | -- | -- | -- | -- | -- | -- | -- | -- | -- | -- | -- | -- | -- | -- | -- | -- | -- | -- | -- |
| Luogo     | T  | C | T | T | C | T | C | C | T | C  | T  | C  | T  | T  | C  | C  | T  | C  | C  | T  | C  | T  | T  | C  | T  | C  | T  | C  | C  | T  |
| Risultato | P  | V | V | V | N | V | V | P | V | V  | V  | N  | P  | V  | P  | P  | V  | P  | N  | P  | V  | P  | N  | V  | P  | V  | V  | P  | V  | V  |
| Posizione | 10 | 7 | 3 | 3 | 4 | 4 | 2 | 4 | 3 | 3  | 2  | 3  | 4  | 4  | 6  | 6  | 6  | 6  | 7  | 7  | 7  | 7  | 7  | 7  | 7  | 7  | 6  | 7  | 7  | 6  |

Legenda:

Luogo: C = Casa; T = Trasferta. Risultato: V = Vittoria; N = Pareggio; P = Sconfitta.

### Statistiche dei giocatori
Sono in corsivo le calciatrici che hanno lasciato la società a stagione in corso.
| Giocatore       | Serie B  | Serie B | Serie B     | Serie B    | Coppa Italia | Coppa Italia | Coppa Italia | Coppa Italia | Totale   | Totale | Totale      | Totale     |
| Giocatore       | Presenze | Reti    | Ammonizioni | Espulsioni | Presenze     | Reti         | Ammonizioni  | Espulsioni   | Presenze | Reti   | Ammonizioni | Espulsioni |
| --------------- | -------- | ------- | ----------- | ---------- | ------------ | ------------ | ------------ | ------------ | -------- | ------ | ----------- | ---------- |
| A. Amaduzzi     | -        | -       | -           | -          | 0            | 0            | 0            | 0            | 0        | 0      | 0           | 0          |
| S. Bardi        | 1        | -1      | 0           | 0          | -            | -            | -            | -            | 1        | -1     | 0           | 0          |
| M. Beleffi      | 4        | 0       | 1           | 0          | 1            | 0            | 0            | 0            | 5        | 0      | 1           | 0          |
| V. Bernardi     | 2        | 0       | 0           | 0          | 1            | 0            | 0            | 0            | 3        | 0      | 0           | 0          |
| B. Bizzocchi    | 2        | 0       | 0           | 0          | 1            | 0            | 0            | 0            | 3        | 0      | 0           | 0          |
| L. Bradau       | 5        | 0       | 0           | 0          | 2            | 0            | 0            | 0            | 7        | 0      | 0           | 0          |
| M. Carlini      | 14       | 0       | 0           | 0          | 1            | 0            | 0            | 0            | 15       | 0      | 0           | 0          |
| E. Casadei      | 30       | 2       | 2           | 0          | 3            | 1            | 0            | 0            | 33       | 3      | 2           | 0          |
| L. Casadio      | -        | -       | -           | -          | -            | -            | -            | -            | -        | -      | -           | -          |
| N. Costa        | 23       | 0       | 1           | 1          | 1            | 0            | 0            | 0            | 24       | 0      | 1           | 1          |
| F. Costi        | 9        | 3       | 1           | 0          | 3            | 2            | 0            | 0            | 12       | 5      | 1           | 0          |
| P. Cuciniello   | 22       | 1       | 4           | 0          | 3            | 1            | 0            | 0            | 25       | 2      | 4           | 0          |
| G. Distefano    | 30       | 13      | 3           | 0          | 3            | 3            | 1            | 0            | 33       | 16     | 4           | 0          |
| E. Frigotto     | 21       | -29     | 2           | 0          | 1            | -1           | 0            | 0            | 22       | -30    | 2           | 0          |
| E. Galli        | 14       | 2       | 0           | 0          | 3            | 0            | 0            | 0            | 17       | 2      | 0           | 0          |
| V. Gidoni       | 11       | 2       | 0           | 0          | 3            | 0            | 0            | 0            | 14       | 2      | 0           | 0          |
| N. Iriguchi     | 27       | 0       | 0           | 0          | 2            | 0            | 0            | 0            | 29       | 0      | 0           | 0          |
| C. Kiamou       | 13       | 0       | 2           | 0          | -            | -            | -            | -            | 13       | 0      | 2           | 0          |
| K. "Mak" Maková | 14       | 2       | 1           | 0          | -            | -            | -            | -            | 14       | 2      | 1           | 0          |
| L. Manara       | 0        | 0       | 0           | 0          | -            | -            | -            | -            | 0        | 0      | 0           | 0          |
| G. Mancuso      | 21       | 0       | 2           | 0          | 1            | 0            | 0            | 0            | 22       | 0      | 2           | 0          |
| G. Miotto       | 18       | 1       | 0           | 0          | -            | -            | -            | -            | 18       | 1      | 0           | 0          |
| L. Monti        | -        | -       | -           | -          | -            | -            | -            | -            | -        | -      | -           | -          |
| M.V. Nano       | 23       | 1       | 1           | 0          | 3            | 0            | 0            | 0            | 26       | 1      | 1           | 0          |
| K. Ol'chovik    | 13       | 4       | 1           | 0          | -            | -            | -            | -            | 13       | 4      | 1           | 0          |
| S. Pastore      | 19       | 0       | 2           | 1          | 3            | 0            | 0            | 0            | 22       | 0      | 2           | 1          |
| S. Ploner       | 29       | 2       | 0           | 0          | 3            | 1            | 0            | 0            | 32       | 3      | 0           | 0          |
| M. Porcarelli   | 25       | 2       | 5           | 0          | 3            | 2            | 0            | 0            | 28       | 4      | 5           | 0          |
| A. Rossi        | 10       | 3       | 3           | 0          | 2            | 0            | 1            | 0            | 12       | 3      | 4           | 0          |
| L. Salimbeni    | 1        | 0       | 0           | 0          | 1            | 0            | 0            | 0            | 2        | 0      | 0           | 0          |
| M. Sechi        | 17       | 7       | 0           | 0          | -            | -            | -            | -            | 17       | 7      | 0           | 0          |
| A. Serafino     | 8        | -8      | 0           | 0          | 2            | -10          | 0            | 0            | 10       | -18    | 0           | 0          |
| S. Zanni        | 27       | 7       | 1           | 0          | 3            | 0            | 0            | 0            | 30       | 7      | 1           | 0          |